# Hiéroglyphe égyptien G22
La huppe fasciée, en hiéroglyphes égyptiens, est classifiée dans la section G « Oiseaux » de la liste de Gardiner ; cet hiéroglyphe y est noté G22. 

## Représentation
Il représente une huppe fasciée (Upupa epops). Il est translittéré ḏb.

## Utilisation
| G22 | b | t · O39 |

| G22 | b | t · O39 |

qu'a la huppe fasciée d'obstruer son nid).